# Nematocharax venustus
Nematocharax venustus är en fiskart som beskrevs av Weitzman, Menezes och Britski, 1986. Nematocharax venustus ingår i släktet Nematocharax och familjen Characidae. Inga underarter finns listade i Catalogue of Life.